# Brooke Magnanti

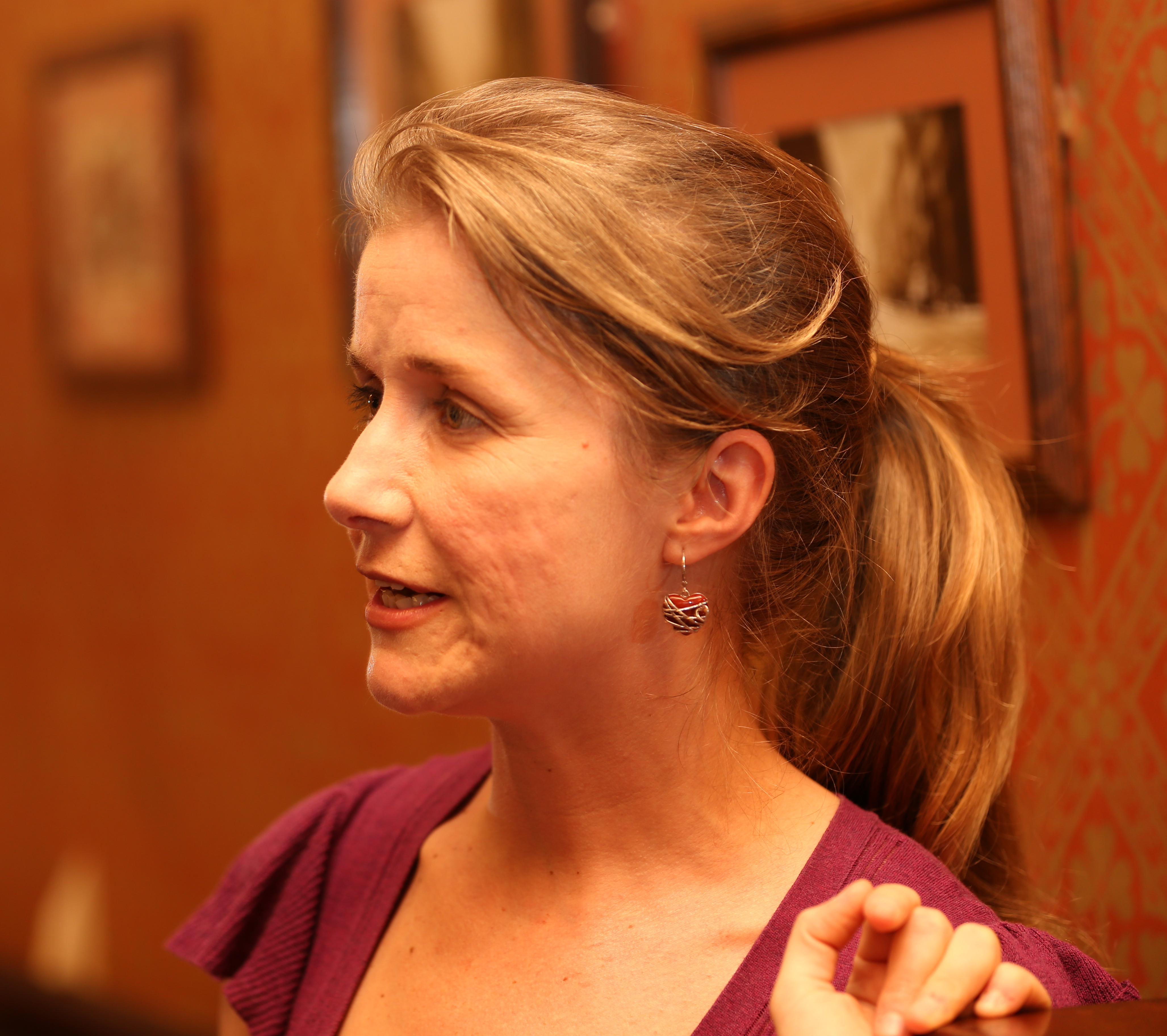
Brooke Magnanti (2013)

Brooke Magnanti (* 5. November 1975 in Florida) ist eine US-amerikanisch-britische Bloggerin, Schriftstellerin und ehemalige medizinische Forscherin, die unter dem Pseudonym Belle de Jour als Sex-Bloggerin eine weltweite Bekanntheit erlangte. Ihre wahre Identität war über sechs Jahre lang eines der bestgehüteten Geheimnisse der englischen Literaturszene und führte zu zahlreichen Spekulationen bezüglich der Autorin hinter dem Pseudonym. Die Geschichten aus ihrem Blog erschienen ab 2005 auch in Buchform und wurden 2007 für die Fernsehserie Secret Diary of a Call Girl adaptiert.

## Leben
Brooke Magnanti wurde im November 1975 in Florida als einziges Kind des Installateurs Paul Magnanti und der Krankenschwester Susan Levy geboren. Ihre Großeltern waren jüdische Immigranten aus Italien. Sie wuchs in Florida auf und besuchte dort die Clearwater Central Catholic High School. Nach deren Abschluss studierte sie an der Florida State University Mathematik und Anthropologie. Als Studentin begann sie im Internet zu publizieren und unterhielt eine Website mit Kochrezepten.
Während dieser Zeit zerbrach die 24-jährige Ehe ihrer Eltern. Nach der Trennung von seiner Frau begann ihr Vater, regelmäßig drogenabhängige Prostituierte aufzusuchen, und lebte zeitweise auch mit einigen von ihnen zusammen. Brooke Magnanti lernte so einige Prostituierte über ihren Vater kennen. Zudem hatte sie auch eine Verwandte, die als Prostituierte arbeitete, um ihre Drogensucht zu finanzieren. Eigenen Angaben zufolge störte es sie nicht, dass ihr Vater Prostituierte aufsuchte. Sie missbilligte jedoch deren Drogensucht, was zu einem zeitweiligen Zerwürfnis mit ihrem Vater führte. Magnanti schrieb 1996 einen Leserbrief an die St Petersburg Times, in dem sie sich für eine Legalisierung der Prostitution aussprach und bemerkte, dass es für sie im Falle einer Legalisierung kein Problem darstellen würde, wenn Verwandte als Prostituierte arbeiteten.
Später zog Brooke Magnanti nach Sheffield in England und begann an der dortigen Universität einen Promotionsstudiengang in forensischer Pathologie. Sie begann, vorübergehend einen Wissenschaftsblog mit dem Titel Cosmas und einen Linkblog mit dem Titel Methylsalicylate zu führen und veröffentlichte auch Kurzgeschichten und diverse Artikel im Internet. 2002 lernte sie in Sheffield den später in ihrem Blog Belle de Jour beschriebenen Freund kennen („The Boy“), der Ingenieur und Offizier in der britischen Armee war. Nach ihrer Zeit in Sheffield arbeitete sie auch kurzzeitig in einer schottischen Herberge und zog dann nach London. Sowohl in Schottland als auch in London schrieb sie noch an ihrer Dissertation.
Nachdem in London ihre Rücklagen zur Neige gingen und sie ihre Familie nicht um Geld bitten wollte, entschied sie sich, als Prostituierte zu arbeiten, da sie so mit einem geringen Zeitaufwand ihren Lebensunterhalt verdienen konnte und ihre übrige Zeit darauf verwenden, ihre Dissertation fertigzustellen. Anfang 2003 begann sie dann mit einem Stundentarif von £300 für eine Escort-Agentur zu arbeiten, £200 gingen dabei an sie und £100 an die Agentur. Sie arbeitete für etwa 14 Monate bis gegen Ende 2004 als Callgirl, wobei sie zwischenzeitlich auch für ungefähr drei Monate zusätzlich tagsüber als Programmiererin arbeitete. Ihrer eigenen Aussage zufolge gefiel ihr die Arbeit als Callgirl wesentlich besser als die Arbeit als Programmiererin, so dass sie diese wieder aufgab. Ebenfalls im Jahre 2003 begann sie unter dem Pseudonym Belle de Jour über ihre Erlebnisse als Callgirl zu bloggen.
Im September reichte sie ihre Dissertation ein und erlangte 2004 einen Doktortitel in Informatik, Epidemiologie und Forensik der Universität von Sheffield. Ihrem Freund war sowohl ihre Tätigkeit für den Escort-Service als auch ihr Blog bekannt, wobei er jedoch eigenen Angaben zufolge den Blog damals bewusst nicht gelesen hatte und über die genauen Details ihrer Arbeit beim Escort-Service im Unklaren war.
Im Mai 2006 erhielt Brooke Magnanti ein Stipendium zur Erforschung von Krebs im Kindesalter von der Bupa Foundation in Newcastle. Sie kaufte daraufhin ein Haus in Newcastle und zog dort zusammen mit ihrem Freund ein. Ihre Beziehung zerbrach jedoch in der Folgezeit. Nachdem ihr Stipendium in Newcastle ausgelaufen war, nahm sie später eine Forschungsstelle an der Universitätsklinik in Bristol an, wo sie 2009 die Auswirkung von Pestiziden auf Föten erforschte.
Im November 2009 offenbarte Belle de Jour ihre wahre Identität als Brooke Magnanti der Sunday-Times-Kolumnistin India Knight, die zuvor die Vermutung geäußert hatte, dass hinter dem Pseudonym ein männlicher Autor stecke, der Männerphantasien für Männer schreibe. Nachdem India Knight ihre Identität überprüft hatte, kam es zu einem Interview und einem Photo-Shooting mit der Sunday Times, in der India Knight dann am 15. November ihre Identität der Weltöffentlichkeit in einem dreiseitigen Artikel enthüllte. Magnanti begründete ihren Schritt, an die Öffentlichkeit zu gehen damit, dass sie das Doppelleben in letzter Zeit zunehmend belastet habe; zudem hatte ein zwischenzeitlicher Liebhaber „mit einer großen Klappe“ angedeutet, er würde ihre Identität der Presse bekanntgeben. Darüber hinaus war sie auch noch von einem Blogger namens Darren, der sie bereits ohne ihr Wissen identifiziert hatte, gewarnt worden, dass die Presse ihr auf der Spur sei.
Während ihrer Zeit in Bristol lernte sie ihren späteren Ehemann über eine Kontaktanzeige auf dem Kleinanzeigenwebsite Gumtree kennen. Die beiden heirateten 2010 und zogen im selben Jahr in die Nähe des schottischen Fort William. Im März 2013 wurde Magnanti britische Staatsbürgerin. 2014 setzte sie sich im Rahmen des Unabhängigkeitsreferendums publizistisch für die Unabhängigkeit Schottlands ein.
Inzwischen (Stand: 2018) ist Magnanti in die USA zurückgekehrt und arbeitet dort als freie Schriftstellerin.

## Werk

### Belle de Jour

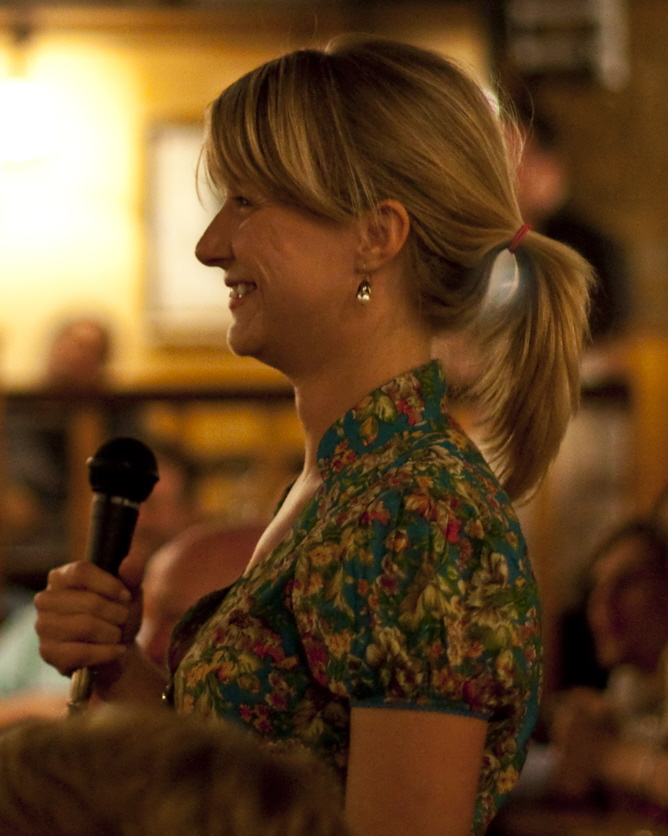
Magnanti bei einem Vortrag der Westminster Skeptics (2010)

Schon bald nachdem Brooke Magnanti angefangen hatte, als Callgirl zu arbeiten, fing sie an, über Erlebnisse unter dem Pseudonym Belle de Jour (dt. „Schöne des Tages“, nach der gleichnamigen Romanfigur von Joseph Kessel) zu bloggen. Ihr Pseudonym spielt dabei auf den gleichnamigen Film von Luis Buñuel an. In diesem spielt die ebenfalls blonde Catherine Deneuve eine gelangweilte Ehefrau, die neben ihrer bürgerlichen Existenz an freien Nachmittagen ein Doppelleben als Prostituierte zu führen beginnt. Der Blog wurde schnell bekannt und erregte nicht nur wegen seiner pikanten Inhalte, sondern auch aufgrund seiner literarischen Qualität große Aufmerksamkeit in der britischen Öffentlichkeit.
Im Dezember 2003 gewann sie als anonyme Autorin den British-Blog-Award des Guardian in der Kategorie best written (dt. „am besten geschrieben“). Obwohl einige Mitglieder des Preiskomitees den Verdacht hegten, dass es sich um frei erfundene Blogeinträge handeln könnte und der Autor hinter dem Pseudonym möglicherweise kein echtes Callgirl wäre, war man sich doch darüber einig, dass die Blogeinträge unabhängig von ihrer Authentizität von großer schriftstellerischer Qualität waren. Der Preisrichter Bruce Sterling urteilte: „Als Bloggerin spielt sie in ihrer eigenen Liga.“
Ende 2004 einigte sich Magnanti mit Orion Books darauf, die Inhalte ihres Blogs zu einem Buch zu verarbeiten. In diesem Zusammenhang kündigte sie Ende 2004 zunächst an, ihren Blog zu beenden. Allerdings entschloss sie sich im Januar 2005, ihren Blog weiterzuführen, auch wenn es nun keine aktuellen Erlebnisse ihres inzwischen beendeten Callgirl-Lebens mehr enthalten konnte. Das Buch erschien dann 2005 unter dem Titel The Intimate Adventures of a London Call Girl und nachdem es sich zu einem Bestseller entwickelt hatte, folgten in den nächsten Jahren mit The Further Adventures of a London Call Girl (2007), Playing the Game (2008) und Belle de Jour’s Guide to Men (2009) drei weitere Bücher. Zudem entstand von 2007 bis 2011 die auf den Büchern basierende erfolgreiche Fernsehserie Secret Diary of a Call Girl mit Billie Piper in der Hauptrolle.
Von November 2005 bis Mai 2006 schrieb Brooke Magnanti ebenfalls als Belle de Jour eine Kolumne für den Sunday Telegraph.

#### Kritik
Belle de Jour wurde mehrfach von Kritikern vorgeworfen, dass sie die Prostitution in einer unverantwortlichen Weise verharmlose oder gar fördere. Der Bischof von York John Sentamu kritisierte, dass sie einen Mythos einer selbstbestimmten bürgerlichen Frau als Prostituierte entwerfe und dabei ein verherrlichendes Bild der Prostitution zeichne.

#### Spekulationen bezüglich der Identität
Die wahre Identität der Belle de Jour war sechs Jahre lang eines der bestgehüteten Geheimnisse der Literaturszene Großbritanniens. Auch nachdem sie einen Buchvertrag abgeschlossen hatte, Kolumnen und Artikel für Zeitungen verfasste und die Fernsehserie mit Billie Piper gedreht wurde, war ihre Identität lediglich ihrem Agenten Patrick Walsh, ihrem Steuerberater und wenigen Freunden bekannt, nicht aber ihren Verlegern und Redakteuren. Darüber hinaus war sie ohne ihr Wissen noch einem Blogger namens Darren bekannt. Dieser hatte Magnanti aufgrund seiner intimen Kenntnis der frühen Blogszene in Großbritannien zwar identifiziert, aber ihr Geheimnis bewahrt. Zahlreiche Versuche der Medien, ihre Identität aufzudecken, scheiterten; es kam zu diversen Spekulationen, bei denen zwischenzeitlich bis zu zwölf bekannte Persönlichkeiten als Kandidaten für die Autorenschaft gehandelt wurden. India Knight, die Kolumnistin der Sunday Times, vermutete zunächst, dass der Blog ein Schwindel sei und sich hinter ihm ein Mann verberge, der Männerphantasien für andere Männer schreibe. 2004 beauftragte die Times den als „literarischen Detektiv“ bekannten Sprachwissenschaftler Donald Wayne Foster, den Autor hinter Belle de Jour über Textanalysen zur ermitteln. Dieser identifizierte nach Angaben der Times dann recht schnell die Journalistin Sarah Champion als eindeutige Autorin. Dieser Darstellung widersprach Donald Wayne Foster jedoch selbst in einem Leserbrief an den Observer und wies darauf hin, dass er nie eine ausführliche Analyse durchgeführt und Sarah Champion keinesfalls eindeutig als Belle de Jour identifiziert hatte. Andere Persönlichkeiten, die zeitweise als Autoren vermutet wurden, waren die Frauenschriftstellerin Isabel Wolff, die Schriftsteller Toby Young und Michel Faber, die Herausgeberin des Erotic Review Rowan Pelling, die Autorin erotisch-historischer Romane Lisa Hilton, der Schriftsteller Christopher Hart und der Kolumnist Andrew Orlowski.

### Bücher
- The Intimate Adventures of a London Call Girl. Orion Books, 2005
Andrea Fischer (Übersetzer): Die intimen Aufzeichnungen eines Londoner Callgirls. Goldmann 2005
- The Further Adventures of a London Call Girl. Orion Books, 2007
- Playing the Game. Orion Books, 2008
- Belle de Jour’s Guide to Men. Orion Books, 2009
- Belle's Best Bits: A London Call Girl Reveals Her Favourite Adventures. Phoenix 2010
- The Sex Myth. Weidenfeld & Nicolson 2012
- The Turning Tide. Orion Books, 2016, ISBN 978-1-4091-0085-0
- You Don't Know Me. Orion Books, 2017,  ISBN 978-1-4091-0089-8
- Sex, Lies & Statistics. 2017 (ohne Verlag), ISBN 978-1-5495-0314-6